# Colomars
Colomars – miejscowość i gmina we Francji, w regionie Prowansja-Alpy-Lazurowe Wybrzeże, w departamencie Alpy Nadmorskie.
Według danych na rok 1990 gminę zamieszkiwało 2307 osób, a gęstość zaludnienia wynosiła 343 osoby/km² (wśród 963 gmin regionu Prowansja-Alpy-W. Lazurowe Colomars plasuje się na 244. miejscu pod względem liczby ludności, natomiast pod względem powierzchni na miejscu 774.).